# Fabriano
Fabriano je italské město v provincii Macerata v oblasti Marche.
V roce 2012 zde žilo 30 982 obyvatel.

## Sousední obce
Cerreto d'Esi, Costacciaro (PG), Esanatoglia (MC), Fiuminata (MC), Fossato di Vico (PG), Genga, Gualdo Tadino (PG), Matelica (MC), Nocera Umbra (PG), Poggio San Vicino (MC), Sassoferrato, Serra San Quirico, Sigillo (PG)

## Vývoj počtu obyvatel
Zdroj: 